# Table numérique
Pour les articles homonymes, voir Table (homonymie).
En mathématiques, une table numérique est un tableau de nombres permettant de mettre en relation deux quantités. Elle se présente en général sous forme d'un tableau à deux colonnes (voire plus). Dans la première colonne apparait la quantité de référence, la variable, variant selon un pas fréquemment fixe. La seconde colonne est destinée à donner les valeurs correspondantes de la seconde quantité liée à la première.
Une troisième colonne est souvent présente donnant la table des différences entre deux valeurs successives de la seconde quantité. Cette table des différences permet d'effectuer des interpolations linéaires. On peut aussi voir apparaitre une colonne contenant la table des différences secondes.

## Exemple
Exemple : extrait d'une table de sinus où l'angle est exprimé en degré, le pas est de 10 minutes , la précision est de 10-6, l'erreur d'interpolation Em est inférieure à 61.10-8
| x                 | sin x     | Δ (différence des sinus) |
| ----------------- | --------- | ------------------------ |
| 30°               | 0,500 000 |                          |
|                   |           | 2 517                    |
| 30°10             | 0,502 517 |                          |
|                   |           | 2 513                    |
| 30°20             | 0,505 030 |                          |
|                   |           | 2 508                    |
| 30°30             | 0,507 538 |                          |
| ...               |           |                          |
| Em < 0,000 000 61 |           |                          |

Le sinus de l'angle 30°10 se trouve par lecture directe de la table et vaut approximativement 0,502 517. Le calcul du sinus de l'angle 30°12 se fait par interpolation linéaire et vaut approximativement 0,502 517 + 0,2 × 0,002 513, soit environ 0,503 020.

## Histoire
Les tables numériques, très utiles pour éviter de refaire des calculs déjà faits par autrui, apparaissent très tôt dans l'histoire des sciences. On trouve déjà des tables de surfaces de carrés dès le milieu du 3e millénaire avant Jésus-Christ en Mésopotamie, et des tables d'inverses dans cette même région dès la fin du 3e millénaire. Les Mésopotamiens travaillent également sur des tables de puissances, des tables de triplets pythagoriciens, des tables de conversions, des tables de multiplication.
En trigonométrie, les tables des cordes apparaissent en Grèce chez Hipparque dès le IIe siècle av. J.-C., les tables de sinus en Inde chez Aryabhata au VIe siècle.
Les tables d'intérêts d'emprunts apparaissent au XVIe siècle.
Les tables logarithmiques apparaissent en Europe au début du XVIIe siècle. Le développement des probabilités conduit à fournir des tables numériques pour la fonction de répartition des principales lois (loi normale, loi binomiale, loi de Poisson), ainsi que pour les formules de combinaisons et ceci dès le XVIIIe siècle.
Au XXe siècle, avant l'avènement des outils informatiques, les tables numériques de fonctions élémentaires (trigonométriques, puissances, logarithmes, exponentielles) comme les tables de Laborde ou celles de Bouvart et Ratinet faisaient partie du bagage de tout étudiant en sciences. Elles seront progressivement supplantées par les calculatrices électroniques et les ordinateurs personnels au cours des années 1970.
Les tables numériques s'étendent à d'autres domaines que les mathématiques (statistique, physique, astronomie, météorologie, géographie...). En 1842, Jean Aicard se vantait ainsi d'avoir regroupé dans son Million de faits « une des Collections de tables numériques les plus complètes qui aient été publiées ».